# Gerardus Theodorus Bom
Gerardus Theodorus Bom (Amsterdam, 15 augustus 1814 – aldaar, 27 november 1884) was een Nederlandse uitgever en boekhandelaar, bekend onder de afkorting G. Theod. Bom, gevestigd te Amsterdam. 

## Leven en werk
Gerard Bom begon, net als zijn vader Gerrit Dirk Bom, in de handel van gebruikte boeken, maar gaf ook nieuwe boeken uit, zoals kinderboeken, prentenboeken en toneelstukken. Zijn uitgeverij is in het bijzonder verbonden met de boeken van Jan Schenkman en later met de firma Wed. J.C. van Kesteren & Zn. Zijn zoon trad ook in dienst van het bedrijf. Als veilingmeester was Bom gedurende acht jaar verantwoordelijk voor de verkoop van boeken onder de leden van de Vereeniging ter Bevordering van de Belangen des Boekhandels. Bij zijn laatste veiling op 10 augustus 1868 werd hem een blijk van waardering aangeboden.
Bom publiceerde voornamelijk kinderboeken, maar ook handboeken voor werk en recreatie, en boeken met een hoge amusementswaarde voor jong en oud. In 1840 verhuisde hij de zaak naar Kalverstraat E10, waar deze tot Boms dood bleef.
Gerard Theod. Bom was geïnteresseerd in numismatiek. Hij werd in 1873 buitenlands partner van de Société Royale Numismatique te Brussel.
In 1882 werd de firma G. Theod. Bom & Zoon opgericht, die zich richtte op de veiling van boeken, prenten, penningen en munten. Deze firma vestigde zich aan de Keizersgracht 428 in Amsterdam. Hoewel Bom financieel betrokken was bij deze onderneming, bleef hij zelf actief als uitgever en boekhandelaar in zijn winkel in de Kalverstraat. De antiquariaatsveiling, gevestigd aan de Kerkstraat 310-314, bleef tot de jaren tachtig van de twintigste eeuw bestaan.